# 란다우어의 원리
란다우어의 원리(Landauer's principle)란 정보를 지울 때 항상 주위 환경으로 빠져나가는 열이 발생한다는 원리이다. 이 에너지 손실은 정보를 어떤 식으로 지우든, 정보의 종류가 어떤 것이든 무관하다.
IBM의 롤프 란다우어가 1961년 처음으로 주장했다.

## 같이 보기
- 콜모고로프 복잡도
- 정보 이론
- 맥스웰의 도깨비
- 엔트로피
- 질라드 엔진